# Ravggon
Ravggon är en samisk musikgrupp (folkrock) från Enare i Finland och som bildades 2012 av Milla Elmiina Pulska (sång), Unna-Maari Pulska (klaviatur), Matti Naakka (gitarr), Erno Karjalainen (basgitarr) och Panu Klemettilä (slagverk). Systrarna Pulska är även kända från en annan samisk musikgrupp, Somby. Namnet Ravggon är beteckningen på en ren som inte vill hålla sin plats i en rajd.
Gruppen sjunger på nordsamiska.

## Historik
I december 2013 gav Ravggon sin första konsert i Sajos i Enare.
Gruppens första singelskiva In dárbbat appelsiinnaid gavs ut i mars 2015. Man producerade även en musikvideo till singeln. Samma år deltog Ravggon i Sámi Grand Prix i Kautokeino med sången Máska.
Sommaren 2016 gavs gruppens debutalbum Ráji ravddas ut på Tuupa Records. I förbindelse med det genomförde bandet en turné med konserter på festivaler, skolor och klubbar i Norge, Lettland, Estland och Finland.

## Medlemmar
- Milla Elmiina Pulska, sång
- Unna-Maari Pulska, klaviatur
- Matti Naakka, gitarr
- Erno Karjalainen, basgitarr
- Panu Klemettilä, slagverk

## Diskografi

### Album
- 2016 – Ráji ravddas[2]

### Singlar
- 2015 – In dárbbat appelsiinnaid[4]
- 2017 – Nealgeáhpi
- 2020 – Čalmmo